# Галкин (хутор)
Галкин — хутор в Кумылженском районе Волгоградской области России. Входит в состав Слащёвского сельского поселения.
Население 91 чел. (2010).

## География
Расположен в западной части региона, в лесостепи, в пределах Хопёрско-Бузулукской равнины, являющейся южным окончанием Окско-Донской низменности, у р. Малая Растеряевка.
Уличная сеть состоит из двух географических объектов: ул. 1-я и ул. 2-я.
Абсолютная высота 113 метров над уровнем моря.

## Население
| 2010 |
| ---- |
| 91   |

Гендерный состав
По данным Всероссийской переписи населения 2010 года в гендерной структуре населения из 91 человек мужчин — 44, женщин — 47 (48,4 и 51,6 % соответственно).
Национальный состав
Согласно результатам переписи 2002 года, в национальной структуре населения
русские составляли 81 % из общей численности населения в 110 чел..

## Инфраструктура
Личное подсобное хозяйство.

## Транспорт
Просёлочные дороги.